# マーガレット・スペリングス
マーガレット・スペリングス（Margaret Spellings, 1957年11月30日 - ）は、アメリカ合衆国の政治家。ジョージ・W・ブッシュの補佐官として国内政策を担当し、2005年1月20日から2009年1月20日までジョージ・W・ブッシュ政権2期目で8代目アメリカ合衆国教育長官を務めた。2001年の教育改革法の起草者の1人であり、初等・中等教育の改革案を提起した。2005年には高等教育の将来に関する委員会を招集し、高等教育改善に関する行動計画を策定した。

## 生い立ちと家族
1957年11月30日、マーガレット・スペリングスはミシガン州においてマーガレット・ドゥーダル (Margaret Dudar) として誕生した。父親はジョン・ドゥーダル (John Dudar)、母親はペグ・ドゥーダル (Peg Dudar) であった。マーガレットは小学校3年生のときに家族とともにテキサス州ヒューストンに移り住み、1975年にシャープスタウン高校を卒業した。
マーガレットは2001年にロバート・スペリングスと結婚した。ロバートはワシントンD.C.の弁護士であり、テキサス州でスクール・バウチャー制度を導入するためのロビー活動を行った。

## 初期の経歴

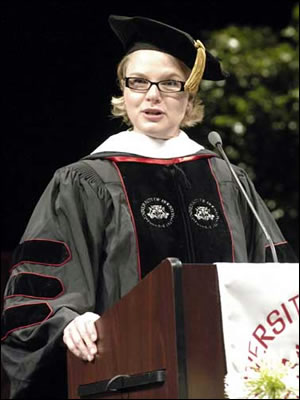
母校ヒューストン大学から名誉博士号を贈られ、会見に応じるスペリングス

マーガレット・スペリングスは1979年にヒューストン大学を卒業し、政治学の学士号を取得した。スペリングスはテキサス州知事ウィリアム・クレメンツの下で、教育改革委員会の委員として働いた。加えてスペリングスはテキサス州教育委員会連合で副事務局長を務めた。
1994年にジョージ・W・ブッシュがテキサス州知事に立候補すると、スペリングスはジョージ・W・ブッシュの政治顧問となった。ジョージ・W・ブッシュが州知事に当選すると、スペリングスはジョージ・W・ブッシュ州知事の上級顧問として起用された。スペリングスはジョージ・W・ブッシュ州知事の下で、1995年から2000年まで上級顧問を務めた。
2001年、ジョージ・W・ブッシュがアメリカ合衆国大統領に選出されると、スペリングスはジョージ・W・ブッシュ大統領の下で国内政策担当補佐官として起用された。

## アメリカ合衆国教育長官

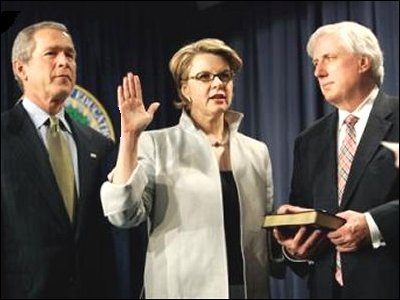
教育長官としての就任宣誓を行うスペリングス

2004年11月にロッド・ペイジ教育長官が辞任を表明すると、ジョージ・W・ブッシュ大統領は後任にスペリングスを指名した。スペリングスは教師や学校管理者としての経験を有していなかったために異例の人事であったが、上院は2005年1月20日にスペリングスを承認した。スペリングスはジョージ・W・ブッシュ政権第2期の開始と同時に着任し、1月31日に就任宣誓を行った。スペリングスは女性として史上2人目の教育長官となった。

### 公共放送への介入問題
教育長官としての承認と就任宣誓を間近に控えた2005年1月26日、スペリングスは公共放送サービス会長に抗議文を送付した。スペリングスは公共放送サービスの系列局が子供向け番組「バスターからの便り」において、レズビアンのカップルを取り上げたことを問題視した。対象となった放送は、ウサギの主人公バスターがバーモント州の農場にメープルシュガー作りを見学しに行くという内容で、主人公バスターと仲良くなった農場の女の子が「お母さんが2人いる」と紹介したことが問題となった。2005年2月1日、スペリングスは会見において「番組で放送されたような家庭像を幼い子供に見せることを、多くの親は快く思わないだろう」と批判し、連邦政府から援助を受けている公共放送が、子供向け番組で同性愛問題を扱うことは相応しくないと述べた。
自らが同性愛者であることを公表している民主党のバーニー・フランク連邦下院議員は、スペリングスの抗議について「恥ずべき発言」と批判した。公共放送サービスはこの放送回を全国の系列局に提供しない方針を示した。だがボストンやニューヨークなどの一部の系列局は自主判断で放送に踏み切った。スペリングスは公共放送サービスを通じて番組に支給していた教育省の補助金を打ち切り、番組は約1年間の中断に追い込まれた。

### 教育改革法

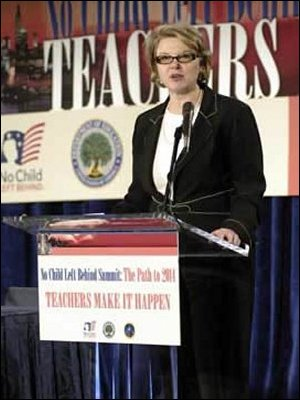
フィラデルフィアで開催された教育改革法サミットにおいてスピーチを行うスペリングス教育長官

2005年4月、スペリングスは公共放送サービスのニュース番組ジム・レーラー ニュースアワーにおいて、コネチカット州の学力格差を指摘した。スペリングスは教育改革法に反対するコネチカット州民の態度を批判し、「低レベルの学力しか期待していない軟弱な偏見」と言及した。
コネチカット州においてアフリカ系の児童とアングロサクソン系の児童の学力を比較したとき、そこには大きな開きがあります。私は、率直に申し上げて、これはまことに遺憾であると感じます。またコネチカット州の人々は、教育改革法を児童にとって不必要な法律であると見なしています。法の抜け穴を探すことに必死になっています。これはすべての児童にとって、すべての家族にとって、不幸なことであります。
（中略）
コネチカット州民の考え方は、教育改革法に反対しようとするそのような考え方は、軟弱な偏見であります。大統領閣下が仰られたように、アフリカ系の児童に対して低いレベルの学力しか期待していない偏見であります。
コネチカット州はこの問題について、連邦政府が学力試験にかかる費用を州に負担させていたことに起因するものであると反論した。コネチカット州は学力試験の費用負担要請を資金調達命令であると解釈し、そのような命令は法律により明確に禁止されていると述べた。
2002年から施行された教育改革法は5年間の時限立法であり、有効期限は2007年9月30日までであった。スペリングスは学生の習熟度は依然としてこの法律が規定した基準を下回っていると述べた。スペリングスは2006年から教育改革法の再承認を求め、2014年までにすべての学生を習熟水準に到達させることを目標に掲げた。
2007年1月、スペリングスはアメリカ合衆国商工会議所でのスピーチにおいて、「この法律が施行される以前、しばしば飛び級をする子供がいたことはご存知の通りでしょう。ですがその子供たちは、本当に読み書き算盤を学んだのでしょうか。それを知っている人はいないでしょう。」と発言した。そしてスペリングスは続けて「私たちは数十億ドルを投資し、最高の結果を待望しました。ですが責任能力の欠如が、貧しいマイノリティーの学生に大きな学力格差を与える結果となってしまいました。わたしは全米各地を訪問しましたが、2014年まで現在の学力水準の下で子供たちを学ばせたいと思っている親に会ったことがありません。私は、いまここにいるすべての親が私の考えに同意してくれると、確信しています。」と述べた。スペリングスは、法律が定める学力達成目標を緩める意向はないことを示した。またスペリングスは、州政府が実施する学力評価試験およびその説明責任の規定について、基本原則を緩めるという意向はないことも示した。

### 高等教育の将来に関する委員会

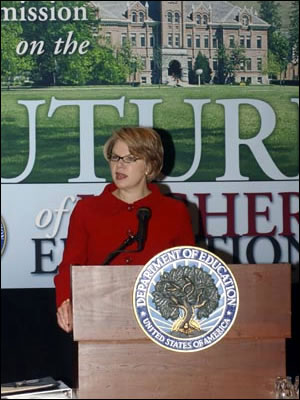
高等教育の将来に関する委員会の立ち上げを発表するスペリングス教育長官

2005年9月、スペリングスは教育長官の直属委員会として「高等教育の将来に関する委員会」を立ち上げると発表した。この委員会は「スペリングス委員会」とも呼ばれ、高等教育の改善に関する行動計画を策定する機関として組織された。委員会は中等教育以降の教育方針を国家戦略として策定することを試み、大学機関に対しては学生に就労準備の機会を提供するよう勧奨した。スペリングスは委員会の任務について「国内経済や社会の需要に合致した高等教育を、より包括的に考えていく」ことが目的であると述べた。
委員会は2006年9月19日に結果報告書「A Test of Leadership – Charting the Future of U.S. Higher Education（リーダーシップの試練―合衆国の高等教育の将来像）」を発表し、高等教育の重要性といくつかの提言を行った。スペリングスはこの報告を受けて、9月26日にアメリカの教育政策に関する将来の行動計画を発表した。スペリングスは教育改革法のシステムを高等学校に拡大すること、低所得者に配慮した財政援助のための新たな予算措置を行うこと、既存の高等教育に関する情報システムを州と連携して活用すること、などを直近の課題として挙げた。スペリングスは加えて、アメリカの高等教育機関や教育課程は、世界的にも高い水準であることを目指し続けていかなければならないとも述べた。

### 学生ローンに関する論争
2007年5月4日、ニューヨーク州検事総長アンドリュー・クオモは教育省に対して、学生ローンの監視業務について「任務を怠っている」と指摘し、腐敗と利害対立を広がらせていると批判した。クオモ検事総長はまた、学生ローンを監督する教育省職員がローン会社との間で贈収賄行為を行った可能性についても証言した。5月10日、スペリングスは下院教育労働委員会において「学生ローン制度は崩壊している」と厳しい認識を示し、大学などに対する監査の強化を表明した。